# Papa longues jambes
Pour les articles homonymes, voir Papa longues jambes (homonymie).
Papa longues jambes ou Papa Faucheux (Daddy-Long-Legs en version originale), est un roman épistolaire de l'écrivaine américaine Jean Webster, publié aux États-Unis en 1912. 
En France, il paraît pour la première fois en 1918, puis est souvent réédité chez Hachette sous le titre de Papa Faucheux. En 1981, il est réédité dans une nouvelle traduction et sous un nouveau titre : Papa longues jambes, en référence aux précédentes adaptations filmées.
Plusieurs fois adapté au cinéma, le roman relate la vie d'une jeune orpheline, Jerusha Abbott, au cours de ses années à l'université, à travers les lettres qu'elle écrit à son bienfaiteur, un homme riche qu'elle n'a jamais vu.

## Résumé
Aux États-Unis, au tout début du XXe siècle. Jerusha Abbott vit pratiquement depuis sa naissance à John Grier Home, un orphelinat privé, où les enfants sont totalement dépendants de la charité des donateurs, et ont pour seuls vêtements ceux dont d'autres ne veulent plus. Le prénom inhabituel de Jerusha a été choisi par la directrice de l'orphelinat d'après une pierre tombale qu'elle avait vue. La jeune orpheline, qui déteste ce prénom, utilise en son lieu et place celui de « Joujou » (traduit « Judy » dans les récentes versions françaises). Quant à son nom, il a été trouvé à partir d'un annuaire téléphonique. Maintenant qu'elle a dix-sept ans et terminé son éducation, son avenir est incertain, car on ne la garde à l'orphelinat où elle a été élevée que parce qu'elle y travaille en s'occupant des « quatre-vingt-dix-sept petits orphelins ».
Un certain premier mercredi du mois (jour « abominable » de la visite mensuelle des administrateurs de l'orphelinat), l'austère directrice de l'établissement, Mme Lippett, informe Judy que l'un des administrateurs offre de lui payer ses études à l'université. Il a discuté avec les anciens professeurs de la jeune fille, et il lui semble qu'elle a le potentiel pour devenir un excellent écrivain. Il paiera non seulement ses études, mais lui donnera également une pension mensuelle généreuse ; cependant, en contrepartie, Judy devra lui écrire une lettre tous les mois, car, pense-t-il, le fait d'écrire des lettres est un entrainement utile pour un futur écrivain. Mais, lui est-il précisé, elle ne connaîtra jamais son identité, elle devra adresser ses lettres à « M. John Smith », et il ne répondra jamais…
Jerusha n'a fait qu'entrevoir brièvement l'ombre de la silhouette de son bienfaiteur vue de dos, et sait juste qu'il s'agit d'un homme de grande taille, avec de longues jambes. De ce fait, elle s'amuse à le surnommer « Daddy-Long-Legs », Papa Faucheux. Elle entame ainsi des études supérieures, interne dans un College  de filles de la côte Est des États-Unis. Les lettres qu'elle envoie à son bienfaiteur sont illustrées de dessins (également œuvres de Jean Webster).
Après le chapitre d'introduction (« le mauvais mercredi »), la succession des « lettres de Mlle Jerusha Abbott à M. Faucheux-Smith » fait, avec sérieux et humour, la chronique du parcours de la jeune fille de 18 à 21 ans, pendant ses quatre ans d'études, en tant qu'étudiante et en tant que personne, ainsi que l'évolution de sa vie en société. L'un de ses premiers actes à l'université est de changer son prénom pour se faire appeler « Judy ». Elle met en place pour elle-même un programme de lectures rigoureux, lutte pour acquérir les connaissances culturelles élémentaires qui lui ont été refusées dans le triste environnement de l'orphelinat, se fait des amies (issues de la grande bourgeoisie) : Julia Pendleton et Sallie McBride et commence même à écrire. 
La fin du roman révèle l'identité de « Papa faucheux » : Judy avait déjà rencontré à maintes reprises le riche et excentrique bienfaiteur « oncle Jervie » Pendleton, mais sans jamais se douter qu'il s'agissait de son bienfaiteur.

## Suite au roman
L'auteur a écrit en 1915 une suite au roman : Mon ennemi chéri (Dear Enemy), paru en France en 1927, dans lequel on retrouve Judy et son bienfaiteur, ainsi que le personnage de Sallie McBride.

## Dédicace
Le roman est dédié « À toi/à vous » (« To You »). De nos jours, on considère que le livre s'adresse à un public d'adolescents ou de jeunes adultes, voire d'enfants, mais à l'époque de sa publication, il appartenait à un type d'ouvrages destinés aux jeunes filles, plus particulièrement les jeunes filles poursuivant des études supérieures (« college girls ») aux prises avec les problèmes des années qui suivent le lycée, tels que la vie universitaire, la carrière à envisager, et… le mariage.
Dans le vaste genre littéraire du roman d’éducation, cette catégorie de livres correspond à la vision du monde plutôt traditionnelle d'avant la première guerre mondiale, bien différente de la conception de l'adolescence de la fin du XXe et du début du XXIe siècle. Cette catégorie comprend d'autres ouvrages de l'époque tels que ceux de l'Américaine Louisa May Alcott (dont le très célèbre Les Quatre Filles du docteur March, 1868-1869) et de la Canadienne Lucy Maud Montgomery (Anne… la maison aux pignons verts).

## Adaptations

### Au cinéma
- 1919 : Papa longues jambes, film américain muet de Marshall Neilan.
- 1931 : Papa longues jambes, film américain de Alfred Santell.
- 1955 : Papa longues jambes, film musical américain de Jean Negulesco.

### À la télévision
- 1990 : Papa longues jambes, série d'animation japonaise.

### Bande dessinée
- Une version manhwa écrite et dessinée par Hyoung-Jun Kim est sortie en 2004. En France, elle est parue aux Éditions Saphira en 2006.

## Éditions françaises
(liste non exhaustive)
- 1918 : Papa Faucheux (roman d'une Américaine), traduction de Frances Keyzer, éditions Pierre Lafitte, Paris, 213 p.
- 1925 : Papa Faucheux (roman d'une Américaine), trad. Frances Keyzer, Hachette, Bibliothèque verte (Nouvelle Bibliothèque d'éducation et de récréation), 253 p.
- 1934 : Papa Faucheux, trad. Frances Keyzer, Bibliothèque verte, 253 p.
- 1954 : Papa Faucheux, ill. de Marianne Clouzot, coll. des Grands Moments, Hachette, 110 p.
- 1956 : Papa Faucheux, ill. Philippe Daure, Bibliothèque verte.
- 1963 : Papa Faucheux, nouvelle couverture de Philippe Daure, Bibliothèque verte no 242, 254 p.
- 1981 : Papa longues jambes, trad. Yvette Métral, ill. Lise Le Cœur et dessins au trait de l'auteur, Bibliothèque du chat perché, Flammarion, 269 p.  (ISBN 2-08-091737-4).
- 1990 : Papa longues jambes, trad. Yvette Métral, ill. Lise Le Cœur, couv. de Solvej Crévelier, Castor Poche no 292, Flammarion, 269 p.  (ISBN 2-08-162126-6).
- 2007 : Papa longues jambes, trad. Michelle Esclapez, ill. Jean Webster, Folio Junior no 692, Gallimard Jeunesse, 212 p.  (ISBN 9782-07-061266-6).
- 2007 : Papa longues jambes, trad. Michelle Esclapez, ill. Jean Webster, Éditions de la Loupe, Lyon, 244 p.,  (ISBN 978-2-84868-159-7) - édition en gros caractères.

## Source
- Bibliothèque nationale de France